# Maxim Integrated Products

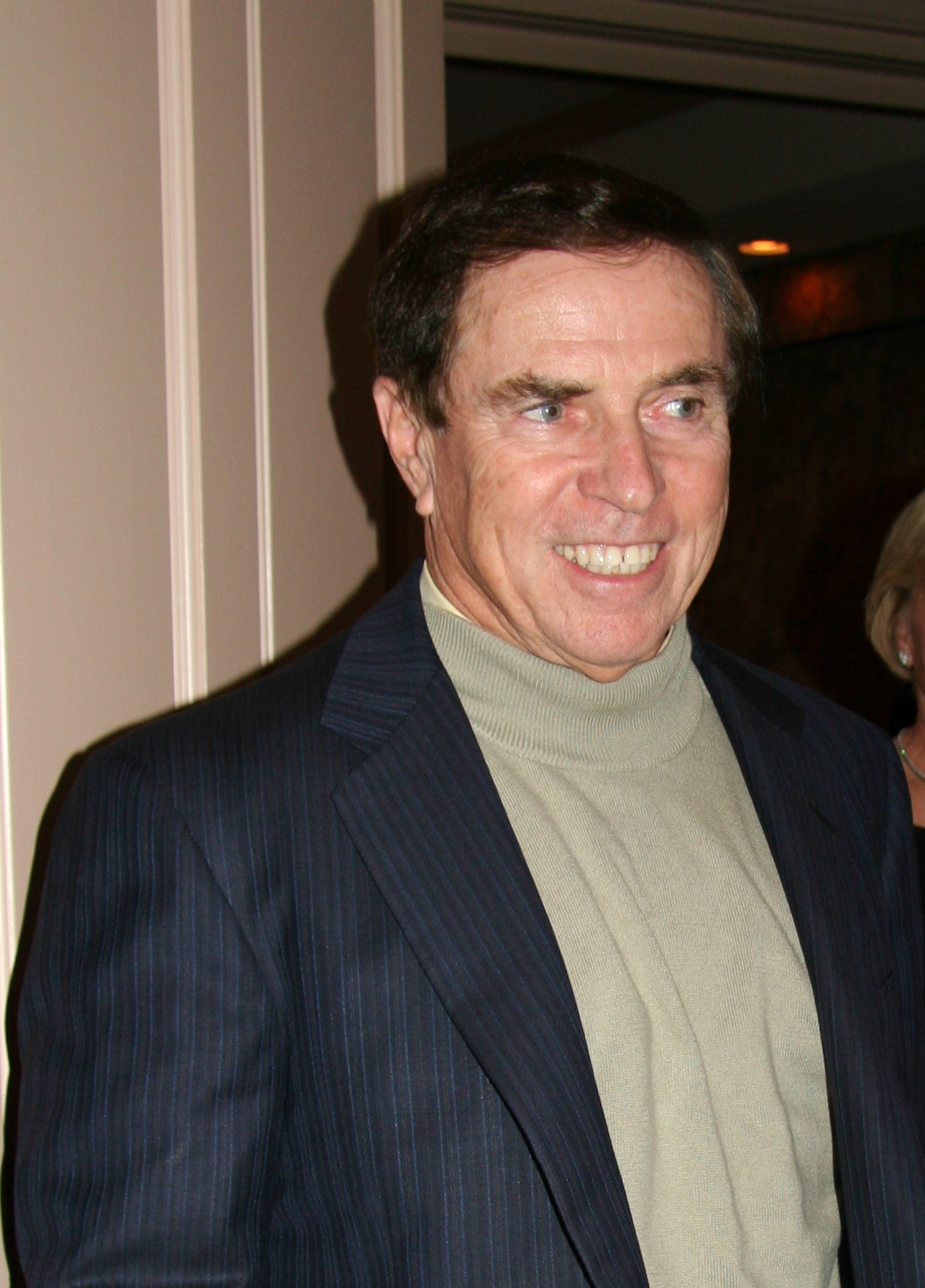
Jack Gifford, antigo CEO da Maxim Integrated Products

Maxim Integrated Products, Inc. é uma empresa estadunidense de semicondutores, sediada em Sunnyvale.